# 鐮刀與槌子獎章

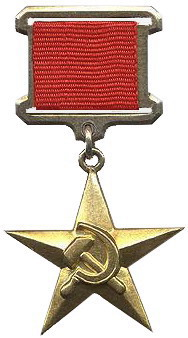
镰刀与锤子奖章

鐮刀锤子金质奖章（俄语：Медаль «Серп и Молот»）通常与社会主义劳动英雄称号一同授予，是苏联的最高荣誉之一，社会主义劳动英雄称号于1938年12月27日设立，而镰刀锤子金质奖章于1940年5月22日设立。1939年12月20日，苏联领导人约瑟夫·斯大林获得了首个社会主义劳动英雄称号和1号奖章。奖章获得者将同时获得列宁勋章和两本证书。 

## 外观
镰刀锤子金质奖章由23k金制成，章体形状为五角星，章体的正面有凸起的镰刀锤子图案，背部有俄语“社会主义劳动英雄”字样和刻号。奖章的挂板材质是银质镀金，由红色挂布覆盖，后有转轮。

## 授予情况
镰刀锤子金质奖章授予给了很多苏联的顶尖科学家、实业家等。早期该奖章颁发较少，从奖章和称号设立始到苏德战争结束仅有201人获得，其中有127位是集体获得，1943年11月5日，127位铁道工人均获得了“社会主义劳动英雄”称号。但在战后，和很多其他苏联勋赏一样，社会主义劳动英雄称号的授予变得更加频繁，截止1991年，此称号授予了大约19000人。在战时，有两名女性获得了称号和奖章。
社会主义劳动英雄称号和镰刀锤子金质奖章可以重复授予，超过100人获得了两次，并至少有12人获得了三次。第一位获得二次称号和奖章的是苏联核物理学家杜霍夫，苏联在1949年10月29日决定授予他二次称号和奖章，原因是“为祖国完成了一项政府指派的特殊任务时取得卓越成就。”杜霍夫后来获得了三次称号和奖章。而第二批获得二次称号的（也是在苏联时代公开的第一批）是几位苏联种植棉花的女性。
比较著名的三次获得者有苏联领导人赫鲁晓夫、库尔恰托夫等。
赫鲁晓夫第一次获得该称号与奖章是在1954年4月18日，最后一次是1961年。

## 细节与收藏
在获得该奖章的同时，得主还会获得其他二样物品（不包括列宁勋章）：一本由苏联最高主席团签发的大证书（戈尔巴乔夫时代后期由苏联总统签发），和一本小证书。
大证书
证书内页长度39-40cm，宽度为22cm。早期证书的内页右上角有十一种加盟国语言写成的“苏联最高主席团”字样。证书内印有得主的名字和获得此章的原因（事迹简介）、批准日期、证书授予日期、证书编号、主席团印章以及主席团主席和秘书的签名。后期版本只有苏联总统一人的签名和得主姓名、授予日期、成就简介、苏联国徽以及总统办公室印章。
证书封皮为红色，内部是白色的，封皮印有苏联国徽和“社会主义劳动英雄”金色俄语字样。后期版本的证书封皮有所不同，苏联国徽为凸起。
小证书
外观为一本红色的小证书，长10.7cm宽7.6cm，封面为仿皮质，印有金色苏联国徽和“社会主义劳动英雄”字样。证书内部是大证书内页的缩小版和得主开始享受特权的时间，最后一页印有得主可以享受到的所有的法定特权。日常生活中获得者可以凭此证书作为他享受特权的证明。
奖章
镰刀锤子金质奖章大致有两个版本，主要区别于上挂部分：
版本1：早期上挂版
此版本在1940年-1943年6月间颁发。该版本的奖章上挂较小，挂板长度25mm，宽度15mm，转轮上印有造币厂字样，挂板、压板、别杆、转轮均为银镀金。
该版本因为授予量极小而非常稀有，从未在市场中发现任何原品。
版本2：晚期上挂版
该版本奖章从1943年6月一直颁发至1991年苏联解体，从未有过改变。
此版本的上挂，长度比版本1短，约21.5mm，宽度较版本1更宽，约26mm宽。其他基本一致。虽然设计未曾改变，但该版本根据刻号的样式又可分为三小版：编号在1000以下的晚期上挂版奖章刻号数字高1.75mm，编号在1000以上10000以下的奖章背后刻号更小，以上两版的刻号均位于背后的“社会主义劳动英雄”字样之上，而编号在10000以上的奖章刻号位于字样之下。目前已知版本2奖章的最大编号为20158，最小编号为328。
另外，早期的奖章较厚重，后期的奖章较薄。